# Bathydevius caudactylus
Bathydevius caudactylus é um nudibrânquio que habita no fundo do oceano (mais de 2.200 abaixo do nivel do mar, no Oceano Pacífico). A sua descoberta foi anunciada em 2024, na sequência de estudos realizados entre 2000 e 2021.